# Carbonate de lithium
Le carbonate de lithium est un composé chimique de formule Li2CO3. C'est un sel incolore de densité 2,11, de masse molaire 73,89 g/mol, largement utilisé dans le traitement des oxydes métalliques et trouve également des applications en psychiatrie.

## Propriétés
Comme les autres carbonates inorganiques, le carbonate de lithium est polymérique. Il est très faiblement soluble dans l'eau : 13,3 g·L-1 à 22 °C. Sa solubilité décroît quand la température augmente : moins de 1,54 g à 0 °C jusqu'à 0,72 g à 100 °C pour 100 g d'eau pure. Cette propriété est mise à profit pour isoler le lithium des extraits de ses minerais.
Sa solubilité décuple sous une faible pression de dioxyde de carbone en raison de la formation du bicarbonate de lithium LiHCO3 :
Li2CO3 + CO2 + H2O → 2 LiHCO3
Cet alcali est soluble dans l'acide dilué, mais insoluble dans l'alcool à 95°, l'acétone et l'ammoniac liquide.
Li2CO3 impur fond vers 618 °C.[citation nécessaire]

## Applications

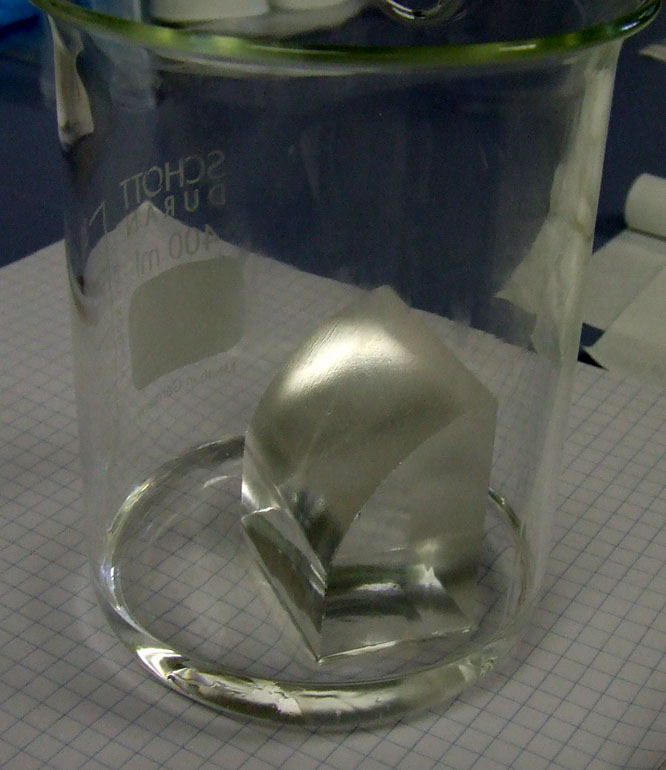
Cristal de Carbonate de lithium

Le carbonate de lithium est un composé industriel important, en métallurgie, en verrerie et céramiques, en électrochimie.
On l'utilise notamment avec la silice pour former des flux de brasage. Les verres produits avec du carbonate de lithium sont utilisés pour réaliser des fours. Des verres et des émaux céramiques spécifiques sont produits avec du carbonate de lithium, au lieu de carbonate de sodium ou de potassium.
Ajouté au trifluorure d'aluminium AlF3, il forme du fluorure de lithium LiF qui améliore les propriétés de l'électrolyte à partir duquel est extrait l'aluminium. Il intervient dans la fabrication de la plupart des cathodes de batteries lithium-ion, qui sont faites en dioxyde de cobalt et de lithium LiCoO2.
Le carbonate de lithium peut également être utilisé comme détecteur de dioxyde de carbone.
Le carbonate de lithium faisait partie d’une poudre appelée « sels lithinés », qui permettait de produire à la maison une boisson gazeuse.

## En médecine et pharmacochimie
Li2CO3 est un médicament usité principalement en psychiatrie, à l'instar d'autres sels de lithium. Il a une action normothymique, c'est-à-dire régulatrice de l'humeur. 
Par voie systémique, le carbonate de lithium est en particulier utilisé, à faible dose, pour traiter les états maniaques et le trouble bipolaire. Il retarderait également la progression de la maladie de Charcot, et serait le seul traitement identifié à ce jour capable de produire des effets aussi significatifs [réf. nécessaire].
Il est aussi utilisé pour le traitement des algies vasculaire faciales.
Par voie locale, il est prescrit dans le traitement des dermites séborrhéiques pour son action antifongique sur Malassezia furfur. 
Le carbonate de lithium fait partie de la liste des médicaments essentiels de l'Organisation mondiale de la santé (liste mise à jour en avril 2013).
En France, le carbonate de lithium est commercialisé sous le nom Téralithe disponible en dosage 250 mg ou 400 mg (Libération prolongée)

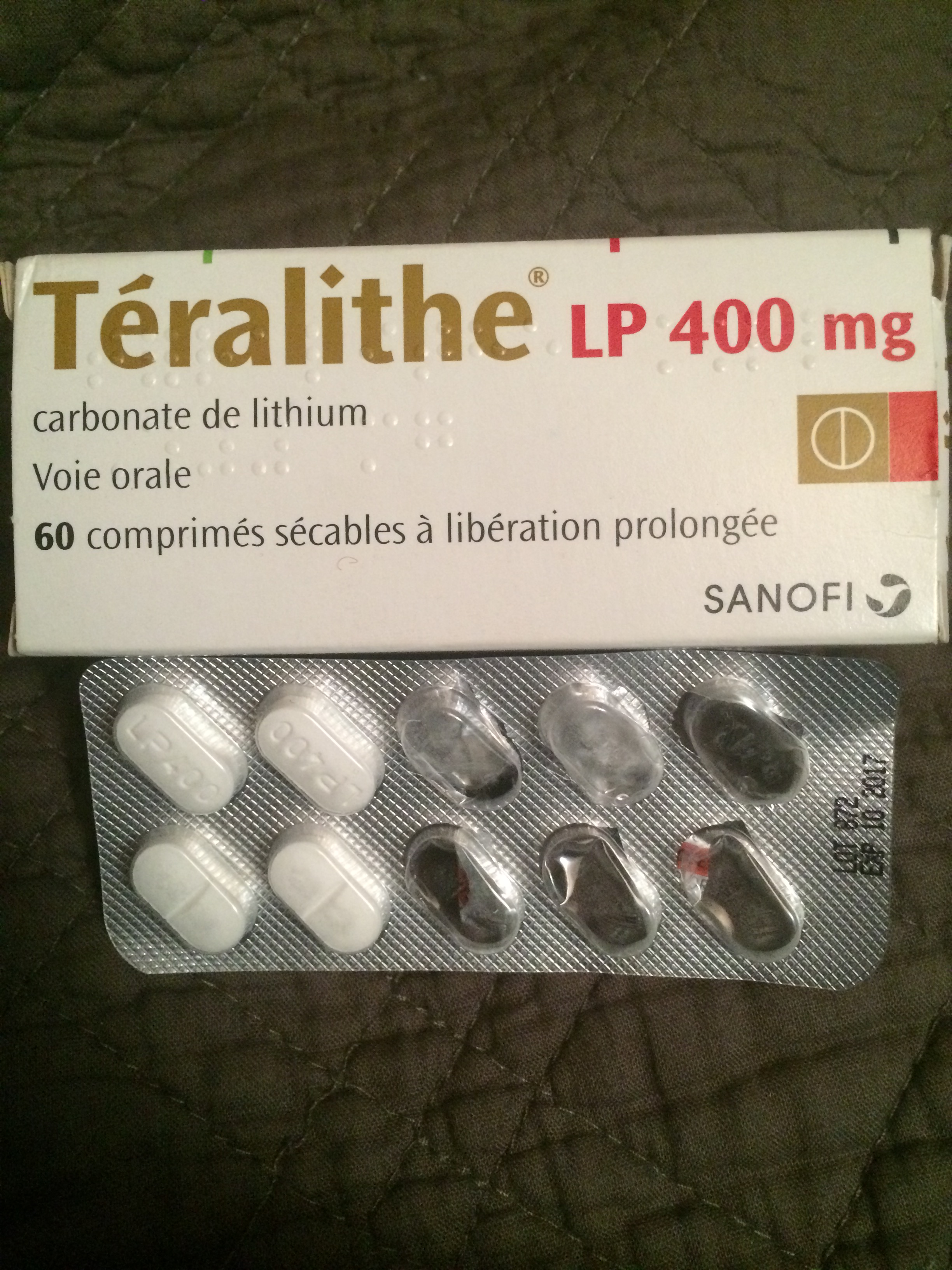
Boîte de Téralithe 400 mg LP

## En pyrotechnie
Le carbonate de lithium est utilisé en pyrotechnie pour colorer les flammes en rouge.